# Bleggio Superiore
Bleggio Superiore – miejscowość i gmina we Włoszech, w regionie Trydent-Górna Adyga, w prowincji Trydent.
Według danych na rok 2004 gminę zamieszkiwało 1528 osób, 47,8 os./km².